# La Croix-sur-Gartempe
 La Croix-sur-Gartempe  (en occitano La Crotz) es una población y comuna francesa, situada en la región de Lemosín, departamento de Alto Vienne, en el distrito de Bellac y cantón de Le Dorat.

## Demografía
| 331 | 274 | 221 | 189 | 204 | 186 | 175 |
| Para los censos de 1962 a 1999 la población legal corresponde a la población sin duplicidades (Fuente: INSEE [Consultar]) |     |     |     |     |     |     |